# Dodona nostia
Dodona nostia är en fjärilsart som beskrevs av Hans Fruhstorfer 1912. Dodona nostia ingår i släktet Dodona och familjen Riodinidae. Inga underarter finns listade i Catalogue of Life.